# El Churcal
El Churcal, es un paraje chileno ubicado en la Provincia del Huasco, Región de Atacama. De acuerdo a su población es una entidad que tiene el rango de caserío. Se ubica en la parte superior del Valle del Huasco.

## Historia
Esta localidad ubicada entre el poblado de San Félix y el poblado de La Higuerita, al pie de la Quebrada El Daín, que constituía el camino de acceso al yacimiento de cobre El Orito, ubicado en la sierra superior al sur del Valle del Carmen.
Este paraje constituyó un nexo comercial entre el Camino Real de la Ruta de Los Españoles, antiguo camino que comunicaba el Valle del Carmen, entre Horcón Quemado (actualmente San Félix) y Argentina, con los yacimientos de cobre de El Orito, cuya mina principal La Pilar, fue descubierta en 1801. Lo que provocó un impulso económico del Valle del Carmen, el cual surtía directamente de productos a los asentamientos mineros.
En 1899 esta localidad era solo un paraje.

Churcal.- Paraje de cortos terrenos de cultivo, que se halla en el departamento de Vallenar dentro del valle del río de los Españoles á unos siete kilómetros al SE. ó más arriba de la aldea de San Félix. El nombre es conjunto de la planta, especie de acedera, llamada churqui (Oxalis gigantea).
 Francisco Astaburuaga, 1899

## Turismo
El Churcal se encuentra localizado sobre la ruta C-519 por lo que es posible acceder en vehículo hasta esta localidad rural desde San Félix
Gracias a la construcción del nuevo camino C-419, en la ladera sur del Valle del Carmen, esta apacible localidad conserva la tranquilidad de antaño. 
Desde El Churcal se pueden realizar también cabalgatas a la Quebrada El Daín, y a las ruinas del mineral de El Orito situados en la parte sur del valle que permite ver las formaciones geológicas y el imponente paisaje que recorrían los antiguos mineros y sus recuas de mulas.

## Accesibilidad y transporte
El Churcal se encuentra ubicado a 0,8 kilómetros de San Félix  por lo que es fácil realizar excursiones desde este último pueblo ya sea caminando, a caballo o en bicicleta.
Existe transporte público diario a través de buses de rurales desde el terminar rural del Centro de Servicios de la Comuna de Alto del Carmen, ubicado en calle Marañón 1289, Vallenar.
Si viaja en vehículo propio, no olvide cargar suficiente combustible en Vallenar antes de partir. No existen puntos de venta de combustible en la comuna de Alto del Carmen.
A pesar de la distancia, es necesario considerar un tiempo mayor de viaje, debido a que la velocidad de viaje esta limitada por el diseño del camino. Se sugiere hacer una parada de descanso en el poblado de Alto del Carmen y San Félix para hacer más grato su viaje.
El camino es transitable durante todo el año, sin embargo es necesario tomar precauciones en caso de eventuales lluvias en invierno.

## Alojamiento y alimentación
En la comuna de Alto del Carmen existen pocos servicios de alojamiento formales, afortunadamente, existe servicios de alojamiento formal tanto en El Churcal como en San Félix. De todos modos, se recomienda hacer una reserva con anticipación.
Igualmente existen servicios de alojamiento en la localidad de Retamo y en Alto del Carmen. 
En las proximidades a El Churcal no hay servicios formales de Camping, sin embargo se puede encontrar algunos puntos rurales con facilidades para los campistas en esta misma localidad, en San Félix y La Higuerita.
En muchos poblados hay pequeños almacenes que pueden facilitar la adquisición de productos básicos durante su visita.

## Salud, conectividad y seguridad
La localidad de El Churcal cuenta con servicios de agua potable rural, electricidad y alumbrado público.
En el poblado de San Félix se encuentra localizado un Retén de Carabineros de Chile y una Posta Rural dependiente del Municipio de Alto del Carmen.
En El Churcal, no hay servicio de teléfonos públicos rurales, sin embargo existe señal para teléfonos celulares. El servicio de alojamieneto de El Churcal cuenta con teléfono.
El Municipio de Alto del Carmen cuenta con una red de radio VHF en toda la comuna en caso de emergencias.
En el poblado no hay servicio de cajeros automáticos, por lo que se sugiere tomar precauciones antes del viaje. Sin embargo, algunos almacenes de San Félix cuentan con servicio de Caja Vecina.